# 妖星人R
『妖星人R』（ようせいじんアール）は月刊娯楽雑誌『少年』（光文社）に1961年に連載された江戸川乱歩作の児童向け推理小説シリーズの1作である。ポプラ社の旧版では『空飛ぶ二十面相』と改題されていた。

## 概要
R彗星の地球へ激突するくらいの接近に便乗し、R星人を名乗る怪人二十面相が日本中の美術品を狙うストーリー。
地球と彗星が激突というシチュエーションはSF洋画『地球最後の日』（1951年公開）をイメージソースにしたとされる。
作中で、R星人の正体が明智小五郎に怪人二十面相と指摘された直後に、日本中だけでなく世界中が笑い出す描写があるが、この時点で二十面相は世間ではおかしなパフォーマンスをして世の中を騒がせる人物として認知されていることを表している。

## あらすじ
地球にR彗星が近づく中、不気味なカニ型のR星人が出現する。カニ怪人は美術館の美術品を盗むや否や、密室状態の内部から脱出して逃走する。さらに少年探偵団の井上少年はカニに似た奇妙な老人を見つけるが、老人に透明人間にされてしまう。